# Miami Beach Bowl 2015
Match précédent Match suivant
Le Miami Beach Bowl 2015 est un match de football américain de niveau universitaire  joué après la saison régulière de 2015, le 21 décembre 2015 au Marlins Park de Miami en Floride.
Il s'agit de la 2e édition du Miami Beach Bowl.
Le match a mis en présence les équipes de Western Kentucky issue de la Conference USA et de South Florida issue de l'American Athletic Conference.
Il a débuté à 14:34 (heure locale) et a été retransmis en télévision sur ESPN.
Western Kentucky remporte le match 45 à 35.

## Présentation du match
| Équipes                                                                                        | Conférences | Entraîneurs    | Stats. saison rég. |
| ---------------------------------------------------------------------------------------------- | ----------- | -------------- | ------------------ |
| Hilltoppers de Western Kentucky                                                                | C-USA       | Jeff Brohm     | 11-2               |
| Bulls de South Florida                                                                         | AAC         | Willie Taggart | 8-4                |
| Arbitre : Greg Blum Équipe donnée favorite par les bookmakers : Western Kentucky à 3½ contre 1 |             |                |                    |

Il s'agit de la 7e rencontre entre ces deux équipes.
South Florida présente les meilleurs statistiques avec 4 victoires pour 2 défaites, la dernière rencontre ayant eu lieu en 2010 à Tampa (victoire des Bulls 24 à 12).

### Hilltoppers de Western Kentucky
Il s'agit de leur troisième apparition en bowl après le Little Caesars Pizza Bowl 2012 (défaite 21 à 24 contre Central Michigan) et le Bahamas Bowl 2014 (victoire 49 à 48 contre Central Michigan).
Avec un bilan global en saison régulière de 11 victoires pour 2 défaites, Western Kentucky est éligible et accepte l'invitation pour participer au Miami Beach Bowl de 2015, le troisième bowl  FBS de leur histoire.
Ils terminent 1er de la East Division de la Conference USA avec un bilan en division de 8 victoires sans défaite. Ils deviennent champion de la conférence en battant Southern Miss sur le score de 45 à 28.
À l'issue de la saison régulière 2015, ils seront classés # 25 au classement de l'AP (non classés dans les classements CFP et Coaches).

### Bulls de South Florida
Il s'agit de leur 7e apparition en bowl  avec un bilan avant match de 4 victoires et 2 défaites.
Leur dernière apparition date du Meineke Car Care Bowl 2010 (victoire contre Clemson 31 à 26).
Leur dernier bowl joué en Floride était le St. Petersburg Bowl 2008 (victoire sur Memphis 41 à 14).
Avec un bilan global en saison régulière de 8 victoires et 4 défaites, South Florida est éligible et accepte l'invitation pour participer au Miami Beach Bowl 2015.
Ils terminent 2e de la East Division de la American Athletic Conference derrière Temple, avec un bilan en division de 6 victoires pour 2 défaites.
À l'issue de la saison 2015 (bowl compris), ils n'apparaissent pas dans les classements CFP , AP et Coaches.

## Résumé du match
Météo plutôt nuageuse, température de 78 °F (25 °C), vent d'est de 19 miles/heure (30 km/h).
Début de match à 14:34 heure locale, fin à 18:37 pour une durée de match de 04:03 heures.
| QT          | Temps       | Drive       | Drive       | Drive       | Équipe      | Description de l'action | Score | Score |
| QT          | Temps       | Jeux        | Yards       | TDP         | Équipe      | Description de l'action | WKU   | USF   |
| ----------- | ----------- | ----------- | ----------- | ----------- | ----------- | --- | ----- | ----- |
| 1           | 05:21       | 5           | 62          | 01:64       | USF         | TD de QB Flowers, Quinto à la suite d'une course de 12 yards + 1 point de conversion par kicker Nadelman, Emili                                  | 0     | 7     |
| 2           | 12:18       | 5           | 47          | 02:03       | USF         | TD de WR Adams, Rodney à la suite d'une course de 34 yards + 1 point de conversion par kicker Nadelman, Emili                                    | 0     | 14    |
| 2           | 06:17       | 2           | 66          | 00:38       | WKU         | TD de RB Wales, Anthony à la suite d'une course de 13 yards + 1 point de conversion par kicker Schwettman, G.                                    | 7     | 14    |
| 2           | 00:00       | 7           | 34          | 01:06       | WKU         | FG de 39 yards par kicker Schwettman, G. | 10    | 14    |
| 3           | 09:43       | 3           | 75          | 00:40       | WKU         | TD de 69 yards par WR Norris, N. à la suite d'une réception de passe de QB Doughty, B. + 1 point de conversion par kicker Schwettman, G.         | 17    | 14    |
| 3           | 07:46       | 3           | 67          | 01:01       | WKU         | TD de 55 yards par WR Norris, N. à la suite d'une réception de passe de QB Doughty, B. + 1 point de conversion par kicker Schwettman, G.         | 24    | 14    |
| 3           | 04:55       | 8           | 92          | 02:51       | USF         | TD de 34 yards par WR McCants, Tyre à la suite d'une réception de passe de QB Johnson, D'Erne + 1 point de conversion par kicker Nadelman, Emili | 24    | 21    |
| 3           | 01:56       | 7           | 69          | 02:59       | WKU         | TD par Fant, Nacarius à la suite d'une course de 9 yards + 1 point de conversion par kicker Schwettman, G.                                       | 31    | 21    |
| 3           | 00:05       | 1           | 26          | 00:06       | WKU         | TD de 26 yards par WR Dangerfield, J. à la suite d'une réception de passe de QB Doughty, B. + 1 point de conversion par kicker Schwettman, G.    | 38    | 21    |
| 4           | 14:53       | 2           | 82          | 00:12       | USF         | TD de 53 yards par WR Adams, Rodney à la suite d'une réception de passe de QB Flowers, Quinto + 1 point de conversion par kicker Nadelman, Emili | 38    | 28    |
| 4           | 11:00       | 6           | 75          | 02:09       | USF         | TD par QB Flowers, Quinto à la suite d'une course de 8 yards + 1 point de conversion par kicker Nadelman, Emili                                  | 38    | 35    |
| 4           | 05:09       | 2           | 64          | 00:49       | WKU         | TD par Wales, Anthony à la suite d'une course de 42 yards - 1 point de conversion par kicker Schwettman, G.                                      | 45    | 35    |
| Score final | Score final | Score final | Score final | Score final | Score final | Score final | 45    | 35    |

## Statistiques[5]
| Statistiques par Équipes               | Statistiques par Équipes | Statistiques par Équipes |
| Statistiques                           | WKU                      | USF                      |
| -------------------------------------- | ------------------------ | ------------------------ |
| 1er downs                              | 27                       | 28                       |
| Conversion de 3e Down                  | 4/15                     | 1/14                     |
| Conversion de 4e Down                  | 2/3                      | 3/4                      |
| Jeux–yards                             | 79 jeux pour 612 yards   | 72 jeux pour 597 yards   |
| Yards à la course                      | 151                      | 290                      |
| Yards à la passe                       | 461                      | 307                      |
| Passes : Réussies-Tentées-Interceptées | 32/46, 2 int.            | 15/34, 0 int.            |
| Réussite en zone rouge/chances         | 2/3                      | 2/3                      |
| TD                                     | 6                        | 5                        |
| Field Goals (réussis/tentés            | 1/1                      | 0/2                      |
| Sacks (Nombre-Yards gagnés)            | 0                        | 2 pour 7 yards gagnés    |
| Fumbles (Nombre/Perdus)                | 0/0                      | 1/0                      |
| Pénalités (Nombre/Yards perdus)        | 9 pour 66 yards perdus   | 9 pour 67 yards perdus   |
| Temps de possession                    | 31:28                    | 28:32                    |

| Meilleur Joueur (MVP) | Meilleur Joueur (MVP) | Meilleur Joueur (MVP) |
| --------------------- | --------------------- | --------------------- |
| Nom                   | Équipe                | Poste                 |
| Brandon Doughty       | QB                    | Western Kentucky      |

| Statistiques Individuelles | Statistiques Individuelles | Statistiques Individuelles          |
| -------------------------- | -------------------------- | ----------------------------------- |
| Quaterbacks                |                            |                                     |
| WKU                        | Doughty, Brandon           | 32/44, 461 yards, 3 TDs, 2 Int.     |
| USF                        | Flowers, Quinton           | 14/32, 273 yards, 1 Td, 0 Int.      |
| Meilleurs Coureurs         |                            |                                     |
| WKU                        | Wales, Anthony             | 14 courses pour 105 yards et 2 TDs  |
| USF                        | Flowers, Quinton           | 16 courses pour 108 yards et 2 TDs  |
| Meilleurs Receveurs        |                            |                                     |
| WKU                        | Taylor, Taywan             | 7 réceptions pour 104 yards, 0 TD   |
| USF                        | Adams, Rodney              | 6 réceptions pour 130 yards et 1 TD |
| Meilleurs Tackleurs        |                            |                                     |
| WKU                        | McCollum, T.J.             | 6 tackles en solo                   |
| USF                        | Sanchez, Auggie            | 10 tackles en solo et 1 assiste     |